# Революционная украинская партия
Революцио́нная украи́нская па́ртия (укр. Революційна українська партія) (РУП) — украинская политическая партия в Российской империи начала XX века. Была основана 11 февраля 1900 г. на III съезде украинских студенческих громад в Харькове. В истории становления и развития РУП выделяются два основных периода: «крестьянский» (1900-03 гг.), связанный прежде всего с именем Д. В. Антоновича, и «рабочий» период урбанизации РУП и преобразования её в украинскую социал-демократическую партию сельского и городского пролетариата (1904-05 гг.), в котором лидирующая роль принадлежала Н. В. Поршу.

## Структура партии
Структуру РУП составляла сеть первичных организаций — громад, деятельностью которых управляли комитеты (Вольные громады). Вольные громады имелись в Киеве, Харькове, Чернигове, Полтаве, Лубнах, Петербурге (Северная), Одессе, Екатеринославе, на Дону и Кубани (Черноморская), в Подолье и Волыни.
Общепартийные координирующие функции исполняли Центральный комитет (избран в декабре 1902 г. I съездом РУП; (Антонович, В. Козиненко, Е. Голицинский) и Заграничный комитет во Львове (Антонович, А. М. Русов, Голицинский, Е. Голицинская, Л. Ганкевич, А. Скоропись-Йолтуховский, Ю. М. Меленевский, П. П. Канивец, В. К. Винниченко, В. Мазуренко, Н. Ткаченко).
Социальный состав РУП: студенты, рабочие, батраки. РУП оказывала значительное влияние на Академическую ассоциацию украинских студенческих громад. Летом 1905 г. партия имела рабочие организации в Киеве, Полтаве, Лубнах, Нежине, Белой Церкви, Прилуках, сельские — в Киевской, Полтавской, Черниговской губерниях.
Численность партии составляла до 6 тысяч человек; периодические издания — «Гасло» («Призыв», Черновцы, март 1902-03 гг.), «Добра новина» («Хорошая новость», Львов, 1903 г.), «Праця» («Труд», Львов, 1904-05 гг.), «Селяни» («Крестьяне», Черновцы, Львов, 1903-05 гг.).
Источники финансирования: членские взносы; помощь Е. Х. Чикаленко, выделившего средства на издание «Селяни».
Видные деятели: А. Жук, С. В. Петлюра, И. Б. Гринченко, П. Д. Понятенко, П. Ф. Комличенко, В. М. Чеховский, Л. И. Юркевич, П. Дятлов, О. Матюшенко, Д. Пищанский, В. Мазуренко, Омецинский, Я. Михура, О. Лола (В. Степанюк), Н. Сахаров, А. Гук, М. Гоженкова-Матюшенко, М. Троцкий, С. Тимошенко, М. Гмыря.

## Программа
Первая программа РУП была составлена по просьбе Антоновича не принадлежавшим к партии известным украинским деятелем, адвокатом Н. И. Михновским; впервые была изложена в выступлении на Шевченковских торжествах в Полтаве (19 февраля 1900 г.) и Харькове (26 февраля 1900 г.). В программе обосновывалось историческое право Украины на самостоятельное государственное существование. Ближайшая цель — возвращение Украине прав, определенных Переяславским договором 1654 г. 
Второй программный документ — «Проект программы Революционной Украинской партии, созданный Центральным комитетом», был подготовлен Н. В. Поршем. В проекте программы РУП заявляла о признании основных принципов, конечных целей и тактики международного социал-демократического движения. Для осуществления радикальных демократических преобразований в Российском государстве программа требовала установления демократической республики, высшая власть в которой должна принадлежать Законодательному собранию народных представителей, избранному на основе всеобщего равного избирательного права, широких демократических прав и свобод (слова, печати, совести, собраний, союзов, забастовок, референдумов и др.), уничтожения сословных, классовых, религиозных, национальных и иных привилегий, замены постоянной армии народным ополчением, выборность и независимость судей, отделения церкви от государства, всеобщего бесплатного образования, прогрессивного налога, широкого местного и краевого самоуправления. 
В национальном вопросе — гарантии права каждой нации на свободное культурное и общественное развитие; национальное самоуправление, автономия Украины с отдельным представителем, сеймом. 
В рабочем вопросе установление 8-часового рабочего дня, запрещение использовать детский труд, ограничение труда женщин, государственные пенсии по старости и инвалидности, запрещение штрафов и платежей натурой. «В интересах свободного развития классовой борьбы на селе и развития сельского хозяйства» — уничтожение выкупных, оброчных и иных платежей, чересполосицы, законов, ограничивающих право крестьян свободно распоряжаться землей; предоставление права раздела обществ, земли; конфискация кабинетских, удельных, церковных и монастырских земель, передача их в собственность местных (краевых) органов власти. Необходимым условием проведения этих преобразований являлось «свержение революционным народом с пролетариатом во главе самодержавного режима» и созыв Народной исполнительной рады (совета) на основе всеобщего избирательного права.

## Политическая эволюция
РУП постоянно пребывала в состоянии идейно-политических исканий. Внутри неё шла борьба между представителями левого (социалистического) и правого (национал-демократического) течений, завершившаяся в начале 1902 г. выделением последнего в Украинскую народную партию. 
В конце 1902 г. назрел конфликт между деятелями революционно-народнического и социал-демократического направлений, наиболее ярко проявившийся в Харьковской громаде. Меньшинство (Л. М. Мациевич, А. Коваленко, Ю. Коллар, Русов) отстаивало необходимость поиска партией своего, национально-особенного и в то же время социалистического народнического пути. Большинство (Д. Антонович, П. Андриевский, С. Андриевский, А. Жук, Б. Н. Мартос) настойчиво стремилось к превращению партии из аграрно-социалистической в пролетарскую, социал-демократическую, к сотрудничеству с российской социал-демократией. 
В 1903 г. в партии доминировали представители социал-демократического течения, избравшие объектом своей пропаганды аграрный пролетариат Украины, главной тактической линией — сельскохозяйственную забастовку. С осени 1902 г. упрочились контакты партии и с представителями городского пролетариата. В июне 1903 г. в РУП влилась Украинская социалистическая партия. Члены РУП участвовали в международном социалистическом конгрессе в Амстердаме (1904 г.), в конференции социал-демократических партий Российской империи (январь и сентябрь 1905 г.). В январе 1905 г. был выработан очередной проект программы партии, развивавший основные идеи проекта 1903 г.
Для характеристики дальнейшей эволюции РУП показательна дискуссия, развернувшаяся в начале 1905 г. в журнале «Праця» между лидером левого течения Антоновичем и выражавшим официальным позицию партии Поршем. Антонович выступил с резкой критикой взглядов РУП на национальный вопрос, называя его «несуществующим» и «выдуманным буржуазией» для затемнения классового сознания пролетариата, цель которого — борьба за разрешение в своих интересах социально-политических проблем. Порш доказывал неизбежность для пролетариата борьбы за национальное освобождение и политическую автономию Украины. Дискуссии шли в РУП также по аграрному вопросу и об отношении к массовому аграрному движению. 
В своей деятельности РУП испытывала сильное влияние Польской социалистической партии, поддерживала контакты с украинской социал-демократией Галиции и с Бундом. С меньшевиками был связан Заграничный комитет РУП. Под воздействием меньшевиков, убеждавших членов Заграничного комитета в необходимости полного разрыва с украинским национальным движением и слияния с российскими социал-демократическими организациями, к концу 1904 г. РУП фактически раскололась на две фракции. Большинство, возглавляемое Поршем, отстаивало лозунги национально-территориальной автономии Украины и самостоятельного организационного существования РУП как единственного представителя украинской социал-демократии. Меньшинство, руководимое М.-Ю. Меленевским, выступало за слияние с Российской социал-демократической рабочей партией. Конфликт между фракциями ярко проявился на так называемом «несостоявшемся» съезде РУП (декабрь 1904 г.) и привёл в итоге к расколу партии. 13 января 1905 г. группа Меленевского выпустила декларацию под названием «Раскол РУП» и вскоре оформилась в Украинский социал-демократический союз («Спилку»), вошедший на началах автономии в РСДРП. Группа Порша созвала в декабре 1905 г. II съезд РУП, объявивший о её преобразовании в Украинскую социал-демократическую рабочую партию.
В сентябре-декабре 1905 г. полиция нанесла серьёзные удары по организациям РУП.

## Источник
- Политические партии России: конец XIX — первая треть XX века. М., 1996.